# Oscar Bergendahl
Oscar Bergendahl (født d. 8. marts 1995 i Kungsbacka) er en svensk håndboldspiller, som spiller i SC Magdeburg og på Sveriges håndboldlandshold.